# Kerogen
Kerogen là hỗn hợp của các hợp chất hóa học hữu cơ là thành phần chính của các vật chất hữu cơ trong đá trầm tích. Nó không hòa tan trong dung môi hữu cơ thông thường do trong các hợp chất của nó chứa các phân tử khối lượng lớn (trên 1.000 Daltons). Phần có thể hòa tan được gọi là bitum. Khi bị nung đến nhiệt độ thích hợp bên trong vỏ Trái Đất, (ngưỡng sinh dầu ở khoảng 60°-120 °C, ngưỡng sinh khí ở khoảng 120°-150 °C) một số loại kerogen sinh ra dầu thô hoặc khí thiên nhiên, hay được gọi là các hydrocarbon (nhiên liệu hóa thạch). Khi các kerogen này tập trung với hàm lượng cao trong các đá như đá phiến sét chúng có thể tạo thành các đá mẹ. Các đá phiến sét giàu kerogen mà không được nung nóng đến nhiệt độ sinh hydrocarbon thì có thể tạo thành các mỏ đá phiến sét.
Thuật ngữ "kerogen" được nhà hóa học hữu cơ Alexander Crum Brown người Scot đặt vào năm 1912.

## Thành phần
Kerogen là một hỗn hợp vật chất hữu cơ hơn là chất hóa học đặc biệt do đó nó không có một công thức hóa học xác định. Thành phần hóa học của kerogen có thể khác nhau ở các mẫu thử. Kerogen trong đá phiến dầu thuộc hệ tầng sông Green, miền tây Bắc Mỹ chứa các nguyên tố có tỷ lệ như sau C 215: H 330: O 12: N 5: S 1.

## Phân loại kerogen
Phá hủy kerogen không ổn định tạo ra các hydrocarbon nặng (như dầu thô), loại chịu lửa tạo ra hydrocarbon nhẹ (như các khí), và loại trơ tạo ra than chì.
Biểu đồ Van Krevelen là một ví dụ dùng để phân loại kerogen, theo đó chúng có khuynh hướng tạo thành các nhóm khi so sánh tỷ số H:C và O:C.

### Loại I
- Chứa alginite, chất hữu cơ vô định hình, cyanobacteria, tảo nước ngọt, và nhựa thực vật đất liền
- Tỷ số Hydrogen:Carbon > 1,25
- Tỷ số Oxygen:Carbon < 0,15
- Có khuynh hướng tạo ra các hydrocarbon lỏng.
- Có nguồn gốc từ tảo lacustrine và chỉ tạo thành trong các hồ thiếu oxy và một vài môi trường biển dị thường khác
- Có một vài cấu trúc ankan mạch vòng hoặc hydocacbon thơm
- Được tạo thành chủ yếu từ protein và lipid

### Loại II
- Tỷ số Hydro:Carbon < 1,25
- Tỷ số Oxy:Carbon từ 0,03 đến 0,18
- Có khuynh hướng tạo hỗn hợp dầu và khí.
- Một số loại: exinit, cutinit, resinit, và liptinit
  - Exinit: hình thành từ vỏ của bào tử và phấn hoa
  - Cutinit: hình thành từ biểu bì thực vật lục địa
  - Resinit: hình thành từ nhựa thực vật lục địa và nhựa phân hủy từ động vật
  - Liptinit: hình thành từ các lipid của thực vật lục địa (các phân tử hydrophobic hòa tan trong dung môi hữu cơ) và tảo biển

Tất cả chúng đều có khuynh hướng tạo ra dầu khí và được hình thành từ lipid được lắng trong các điều kiện khử.

### Loại II-lưu huỳnh
- Tương tự loại II nhưng có hàm lượng lưu huỳnh cao.

### Loại III
- Tỷ số hydro:carbon < 1
- Tỷ số oxy:carbon từ 0,03 đến 0,3
- Lớp vậy liệu mỏng, giống với gỗ hoặc than.
- có khuynh hướng tạo ra than và khí (các nghiên cứu gần đây cho thấy rằng kerogen loại III có thể tạo ra dầu trong các điều kiện khó khăn)
- Có ít hydro do hệ thống các vòng hydrocarbon thơm và vòng no kéo dài

Kerogen loại III được hình thành từ thực vật lục địa thiếu lipid như cellulose, lignin,và terpen và các hợp chất phenol trong thực vật.
Hầu hết sinh khối biến đổi thành dầu khí đều có sự đóng góp của vi khuẩn và protist, chúng phân hủy các chất nguyên thủy, chứ không phải bản thân sinh vật nguyên thủy. Tuy nhiên, lignin trong kerogen này phân hủy tạo thành các hợp chất phenol gây độc đối với vi khuẩn và protist. Không có nguồn cung cấp vật liệu khổng lồ này thì nó chỉ có thể biến đổi thành mêtan hoặc than.

### Loại IV (cặn)
- Tỷ số hydro:carbon < 0,5

Kerogen loại IV chứa hầu hết các vật chất hữu cơ phân hủy ở dạng hydrocarbon thơm đa vòng. Chúng không có khả năng tạo ra hydrocarbon.